# Unfinished Symphony
Pour plus de détails, voir Fiche technique et Distribution.
Unfinished Symphony est un film britannico-austro-allemand réalisé par Willi Forst, et supervisé pour cette version en anglais par Anthony Asquith, sorti en 1934.

## Synopsis
Le jeune Franz Schubert tombe amoureux de Caroline Esterházy, son élève. Mais quand cette dernière informe son père de son intention d'épouser Schubert, le Comte ordonne au musicien de retourner à Vienne. Il retrouvera Caroline plus tard, alors qu'elle se marie, et lui donnera le manuscrit de sa symphonie inachevée.

## Fiche technique
- Titre original : Unfinished Symphony, parfois The Unfinished Symphony
- Titre allemand : Leise flehen meine Lieder
- Titre alternatif : Lover Divine
- Réalisation : Willi Forst
- Supervision de la version en anglais : Anthony Asquith
- Scénario : Willi Forst, Benn W. Levy et Walter Reisch
- Photographie : Franz Planer, Albert Benitz
- Son : Alfred Norkus
- Montage : Viktor Gertler
- Musique originale : Willy Schmidt-Gentner
- Musique : Franz Schubert
- Direction musicale : Willy Schmidt-Gentner
- Production : Arnold Pressburger, Gregor Rabinowitsch
- Société de production : Cine-Allianz Tonfilmproduktions, Gaumont British Picture Corporation
- Société de distribution : Gaumont British Distributors
- Pays de production :  Royaume-Uni,  Reich allemand,  Autriche
- Langue originale : anglais
- Format : Noir et blanc — 35 mm — 1,37:1 — son mono
- Genre : Biopic
- Durée : 84 minutes
- Dates de sortie : Royaume-Uni : 23 août 1934

## Distribution
- Mártha Eggerth : Caroline Esterházy
- Helen Chandler : Emmie Passenter
- Hans Jaray : Franz Schubert
- Eliot Makeham : Joseph Passenter, le père d'Emmie
- Ronald Squire : Comte Esterhazy, le père de Caroline et Mary
- Beryl Laverick : Mary Esterhazy
- Cecil Humphreys : Antonio Salieri
- Hermine Sterler : Princesse Kinsky
- Esme Percy : Hüttenbrenner
- Frida Richard : la logeuse de Schubert
- Paul Wagner : Lieutenant Folliot
- Brember Wills : le secrétaire du comte

## Autour du film
- C'est la version en anglais du film La Vie tendre et pathétique (Leise flehen meine Lieder) de Willi Forst, tourné en même temps, et sorti en Allemagne en 1933.